# La violinista
La violinista (títol original en finès, Viulisti) és una pel·lícula dramàtica dirigida per Paavo Westerberg i escrita juntament amb Emmi Pesonen. La pel·lícula es va estrenar el 5 de gener de 2018 i va ser vista per 22.000 espectadors als cinemes. La pel·lícula es va rodar a Hèlsinki i Copenhaguen. S'ha doblat al català.

## Sinopsi
La pel·lícula tracta sobre la prodigiosa violinista Karin (Matleena Kuusniemi), que es lesiona la mà en un accident i, com a conseqüència, perd la seva capacitat per tocar. Torna a la docència i s'enamora del seu alumne Antti (Olavi Uusivirta).

## Repartiment
- Matleena Kuusniemi: Karin Nordström
- Olavi Uusivirta: Antti
- Samuli Edelmann: Jaakko
- Kim Bodnia: Björn Darren, director d'orquestra